# Rivière des Aulnes (rivière Laflamme)
Pour les articles homonymes, voir Aulne (homonymie).
La rivière des Aulnes est un affluent de la rive ouest de la rivière Laflamme, coulant dans la municipalité de Barraute, dans la municipalité régionale de comté (MRC) de Abitibi, dans la région administrative de l’Abitibi-Témiscamingue, au Québec, au Canada. Son cours est entièrement dans le canton de Barraute.
La rivière des Aulnes coule en territoire forestier et agricole. La foresterie constitue la principale activité économique de ce bassin versant ; l’agriculture, en second.
La surface de la rivière est habituellement gelée de la mi-novembre à la mi-avril, toutefois la circulation sécuritaire sur la glace se fait généralement de la mi-décembre à la fin mars.

## Géographie
Les bassins versants voisins de la rivière des Aulnes sont :
- Côté nord : rivière Laflamme, ruisseau Fisher ;
- Côté est : rivière Laflamme, ruisseau Frenette, ruisseau du Castor ;
- Côté sud : ruisseau Barraute, cours d’eau Lafrance, rivière Laflamme, lac Fiedmont, rivière Fiedmont ;
- Côté ouest : rivière Landrienne, ruisseau Angers, lac La Motte, rivière Harricana.

La rivière des Aulnes prend sa source de ruisseaux drainant une zone de marais (altitude : 337 m), situé dans le canton de Barraute. Cette zone humide constitue le plateau de plusieurs bassins versants dont celui du ruisseau Fischer (affluent de la rivière Laflamme) du côté nord, du ruisseau Barraute (affluent de la rivière Laflamme) du côté sud.
Cette source de la rivière des Aulnes est située à :
- 5,7 km à l'ouest du pont ferroviaire enjambant la rivière Laflamme au village de Barraute ;
- 5,7 km au nord-ouest de l’embouchure de la « rivière des Aulnes » ;
- 22,7 km au nord-est du lac La Motte ;
- 7,3 km au nord-ouest du lac Fiedmont.

À partir de sa source, le cours de la rivière des Aulnes coule sur 7,9 km selon les segments suivants :
- 3,6 km vers le sud-est, en traversant une zone de marais en début de segment, jusqu’au cours d’eau Picard (venant du sud) ;
- 0,8 km vers le nord-est, en zone agricole, jusqu’au ruisseau Marcotte (venant du nord) ;
- 3,5 km vers le sud-est en zone surtout forestière et agricole en passant au sud du village de Barraute, jusqu’à sa confluence[1].

La rivière des Aulnes se déverse sur la rive ouest de la rivière Laflamme à :
- 3,6 km au nord de l’embouchure du lac Fiedmont ;
- 30,9 km au nord-est du lac Malartic ;
- 1,6 km au sud du centre du village de Barraute ;
- 29,9 km à l'ouest du pont ferroviaire enjambant la rivière Bell à Senneterre (ville) ;
- 103,5 km au sud de l’embouchure de la rivière Laflamme (confluence avec la rivière Bell).

## Toponymie
Le toponyme « rivière des Aulnes » a été officialisé le 5 novembre 1981 à la Commission de toponymie du Québec.